# Dacia 500
Lăstun nebo Dacia 500 byl rumunský levný městský automobil. Vyráběl se mezi lety 1986 a 1992. Měl dvouválcový, vzduchem chlazený motor o objemu 499 cm³ s výkonem 22,5 hp. Spotřeba byla 3,3 l/100 km a maximální rychlost byla 106 km/h. Lăstun byl konstruován v Temešváru v Rumunsku ačkoli byl prodán Dacii a byl vyroben v malém počtu. V roce 1989 v Bukurešti byla představena zvětšená verze. Jméno Lăstun v rumunštině doslova znamená Jiřička.